# Palazzo Caccini

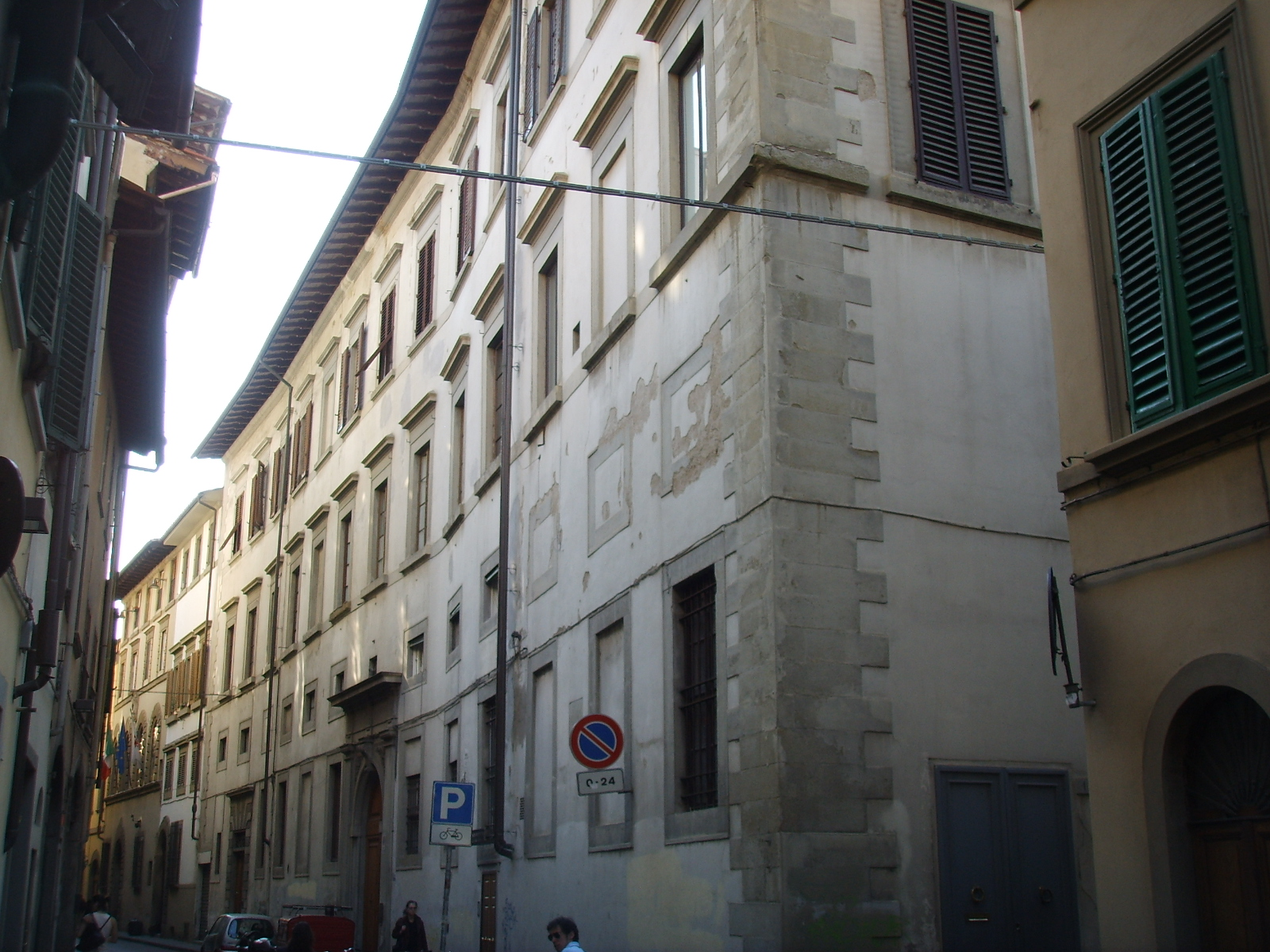
Fachada do Palazzo Caccini.

O Palazzo Caccini é um palácio de Florença que se encontra no nº 33 do Borgo Pinti, esquina com a Via Nuova dei Caccini. 

## História
O palácio foi erguido, no século XV, pelos Ferrantini e, depois, transformado e embelezado no século seguinte, quando passou para a família Caccini. 
Remonta àquele período a loggetta, afrescada com grotescos e figuras alegóricas, que instroduz o jardim.
Matteo Caccini foi um grande apaixonado pela botânica e realizou frente ao palácio um jardim dedicado ao cultivo de plantas raras e exóticas, um verdadeiro jardim botânico com espécies provenientes de todo o mundo então conhecido. Do jardim, actualmente, resta apenas uma pequena parte que dá para as traseiras do Teatro della Pergola.

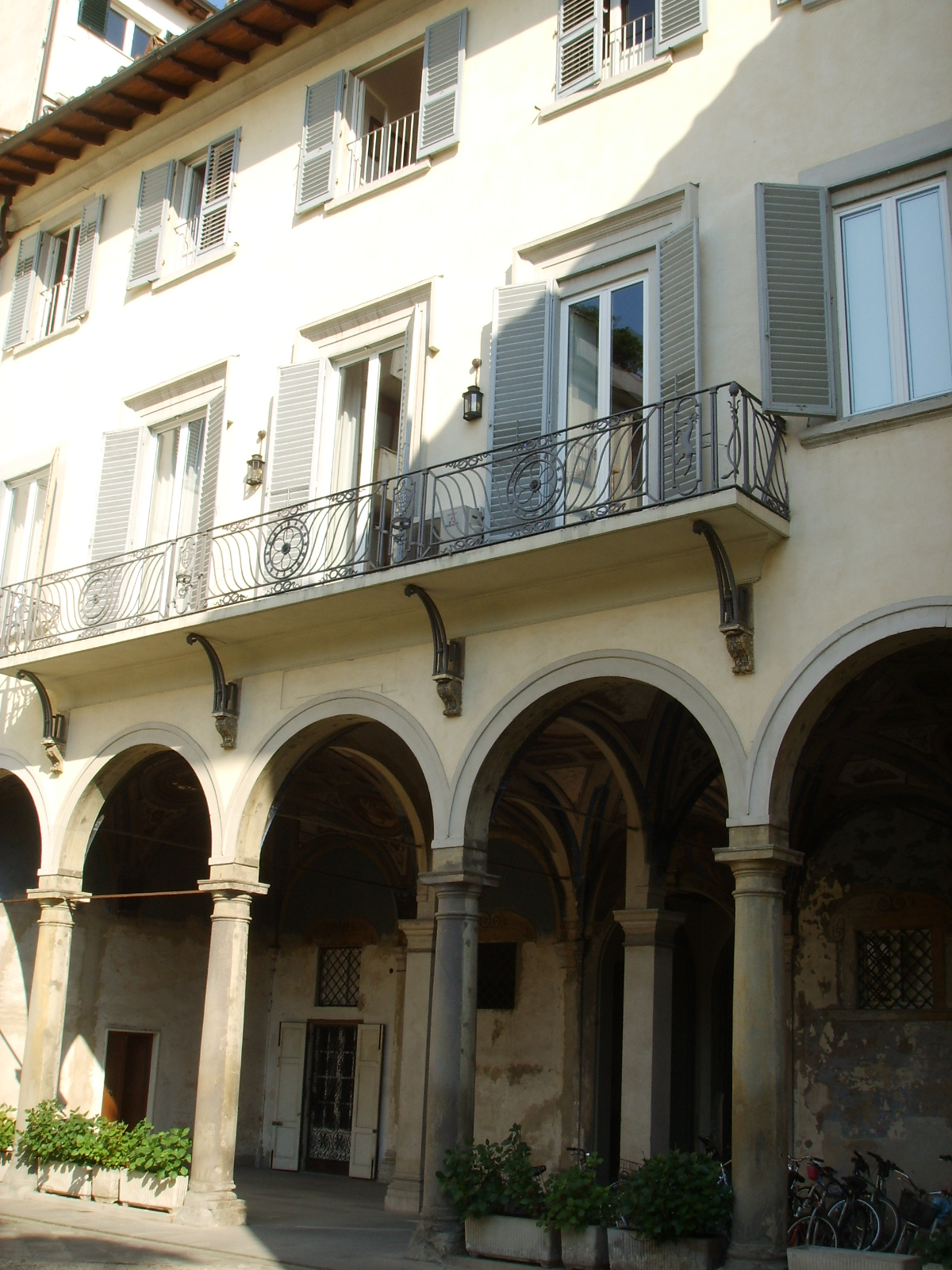
Lado interior
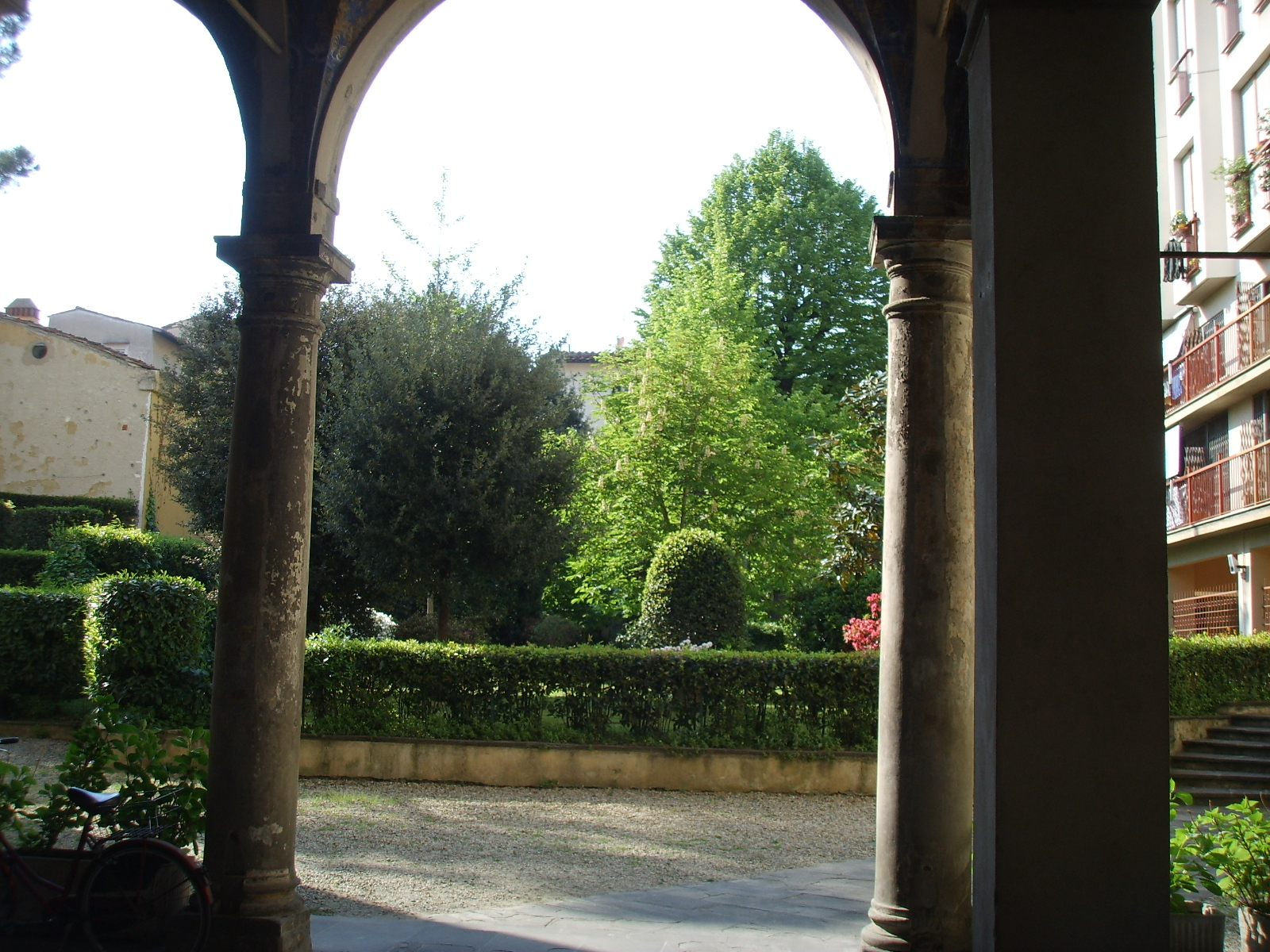
O jardim
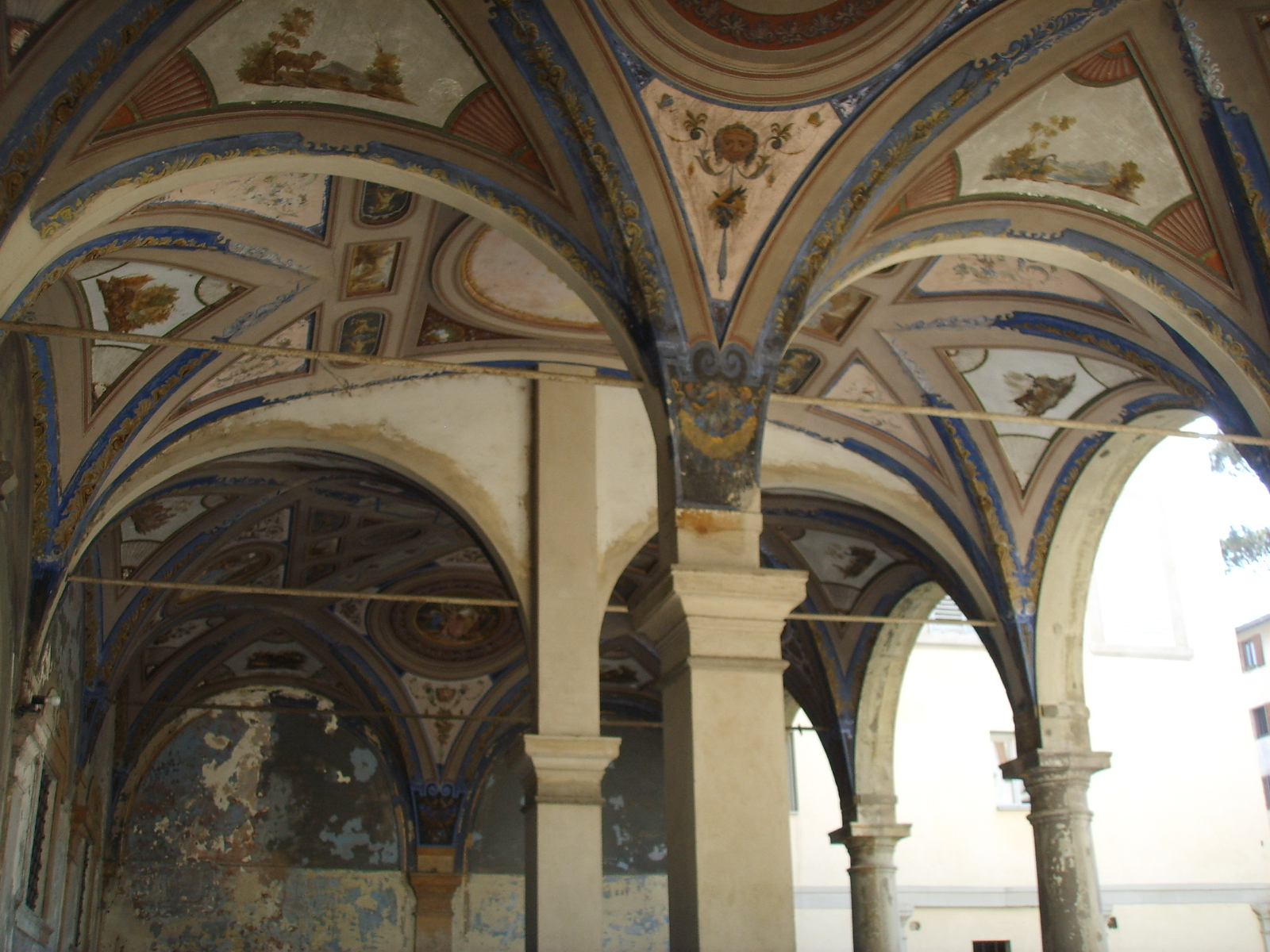
A loggetta
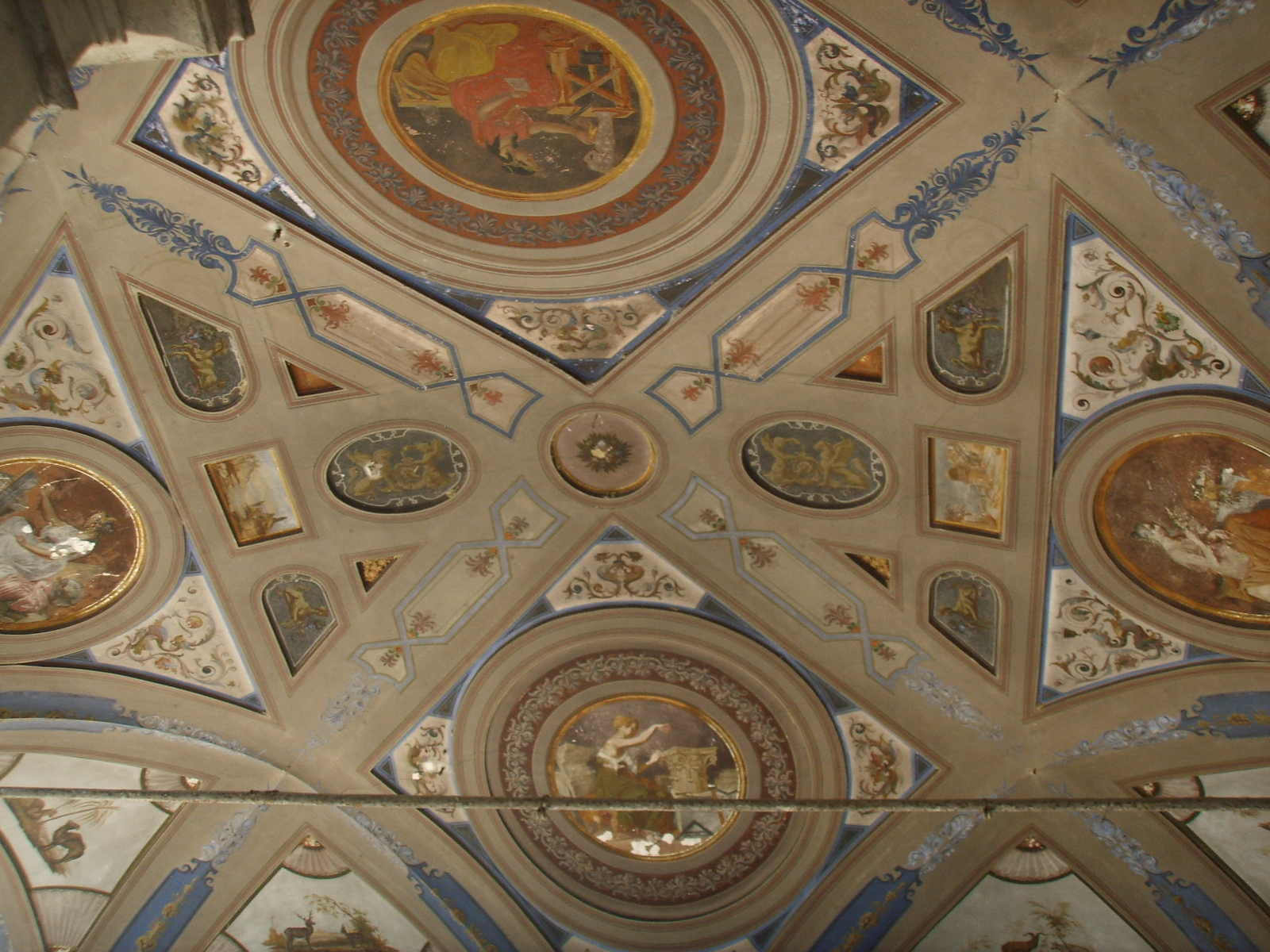
A abóbada da loggetta